# 文梅森
文梅森（韓語：문 메이슨，2007年3月21日—），韓國童星，為加韓混血兒。2008年，15個月大時拍攝電影《寶貝與我》而成名。當過不少廣告和雜誌模特兒，三兄弟皆為韓國著名童星。

## 家庭成員
加拿大爸爸、韓國媽媽、弟弟文梅彬、弟弟文梅登、妹妹文梅琳

## 演出作品

### 電影
- 2008年：《寶貝與我》
- 2012年：《音痴診所》（客串）
- 2016年：《非常父子檔》

### 短片
- 2013年：《白狗》（Samsung Galaxy S4短片）

### MV
- 2013年：趙容弼《心動》

## 綜藝節目
- 2008年：SBS《因為喜歡，做個好爸爸》擔任MC
- 2010年：KBS《奇怪三男子》
- 2010年：KBS《Hello Baby》第三季
- 2011年：MBC 美好的一天(111011)
- 2012年：天天向上（2012.03.09）
- 2012年：JTBC《神話放送》EP07.EP08 兒童頻道-小雞人氣王

## 廣告代言
- 三星生命保險 CF
- 小新娘兒童服裝
- happylandhappy嬰兒車目錄，平面拍攝
- 熊津（unjin）kowei印刷廣告攝影
- 強生嬰兒舒緩自然新產品宣傳拍攝
- Mirae財產宣傳手冊拍攝
- 舒適嬰兒平面廣告攝影
- 日東製藥在線日曆模特選定
- 存貨照片企業照片拍攝